# Santa Clarita
Santa Clarita (ofic. City of Santa Clarita) – miasto w Stanach Zjednoczonych, w stanie Kalifornia, w hrabstwie Los Angeles. Około 213 tys. mieszkańców (2019).
W mieście rozwinął się przemysł lotniczo-rakietowy oraz spożywczy.

## Miasta partnerskie
- Tena
- Sariaya